# Смардзув (Глоговський повіт)
Смардзув (пол. Smardzów, нім. Schmarsau) — село в Польщі, у гміні Єжманова Глоговського повіту Нижньосілезького воєводства.
Населення — 220 осіб (2011).
У 1975-1998 роках село належало до Легницького воєводства.

## Демографія
Демографічна структура станом на 31 березня 2011 року:
|          | Загалом | Допрацездатний вік | Працездатний вік | Постпрацездатний вік |
| -------- | ------- | ------------------ | ---------------- | -------------------- |
| Чоловіки | 107     | 30                 | 70               | 7                    |
| Жінки    | 113     | 39                 | 60               | 14                   |
| Разом    | 220     | 69                 | 130              | 21                   |